# Ewald Sachsenberg
Friedrich Eduard Ewald Sachsenberg (* 16. Juni 1877 in Roßlau; † 14. Juli 1946 in Berlin) war ein Betriebswissenschaftler und Hochschullehrer. Er gilt als „Stammvater deutscher Produktionstechnik“.

## Leben

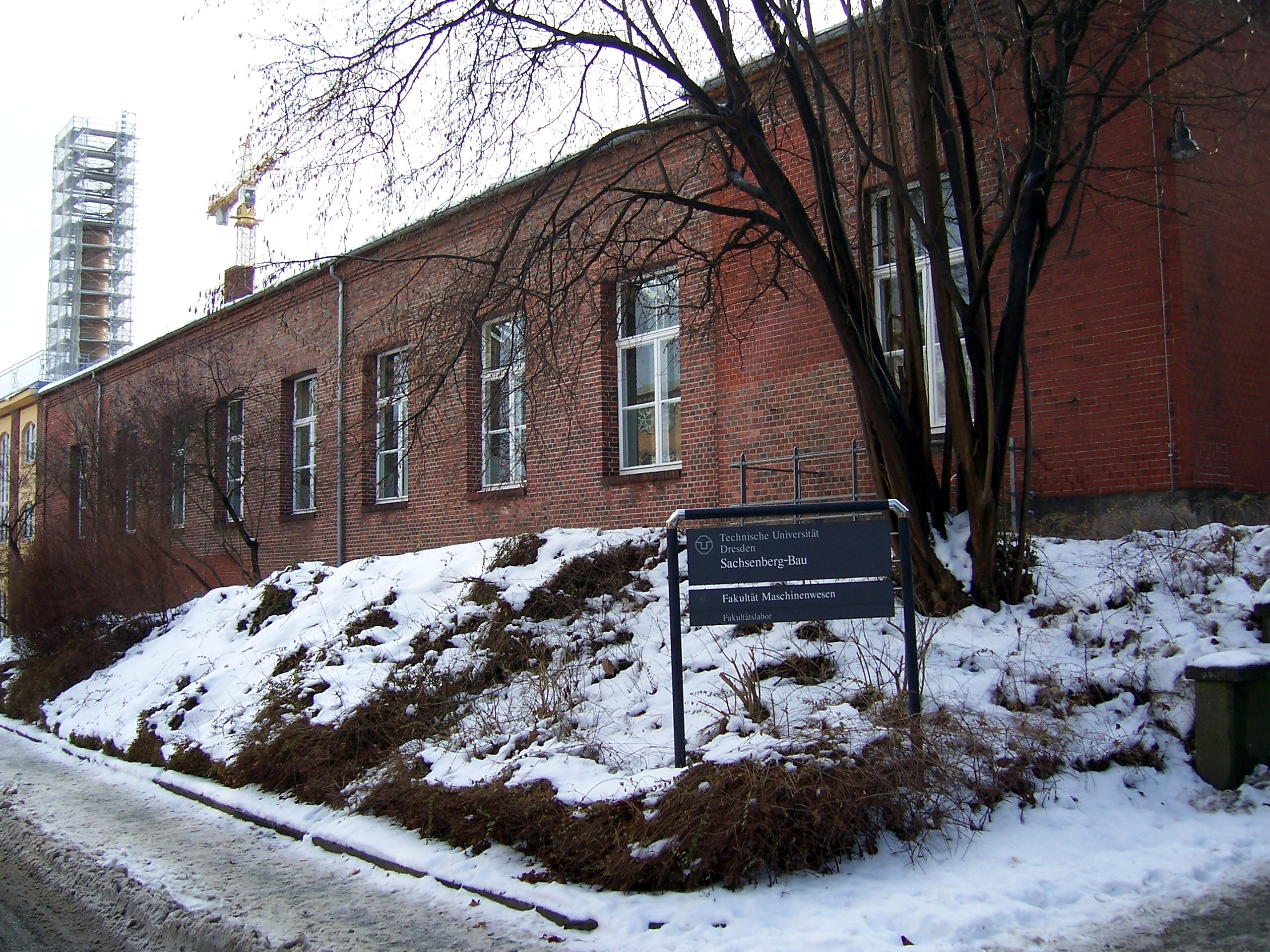
Sachsenberg-Bau der Technischen Universität Dresden

Ewald Sachsenberg wurde 1877 als Sohn des Ingenieurs und Kommerzienrats Georg Sachsenberg und dessen Ehefrau Hedwig geborene Bergholz in Roßlau geboren. Von 1900 bis 1904 studierte er an der TH Berlin-Charlottenburg Schiffs- und Maschinenbau. Anschließend arbeitete er bei der Friedrich Krupp AG Germaniawerft in Kiel als Konstrukteur. Im Jahr 1907 promovierte er an der TH Berlin-Charlottenburg mit seiner Arbeit Über den Widerstand von Schleppzügen. Die nächsten 16 Jahre arbeitete er in verschiedenen Unternehmen, wie der Sachsenberg AG in Köln, der Firma R. Frister AG in Berlin-Oberschöneweide oder der Reichstreuhandgesellschaft AG in Berlin. Im Jahr 1920 habilitierte sich Ewald Sachsenberg an der TH Berlin-Charlottenburg und arbeitete anschließend als Privatdozent im Bereich Werftorganisation und Werftbetriebsverfahren. Zudem war er als Schriftleiter bei der Zeitschrift Der Schiffbau tätig. Im Jahr 1921 wurde er als ordentlicher Professor für Betriebswissenschaften an den Lehrstuhl für Betriebswissenschaften der TH Dresden berufen. Unter seine Leitung fallen der Aufbau der Sammlung für Betriebswissenschaften (als Teil der Mechanisch-Technologischen Sammlung der TH Dresden), die Gründung des Psychotechnischen Instituts 1922 und die Gründung des Instituts für Werkzeugmaschinenuntersuchungen und Fertigungsverfahren 1923. Später wurde Ewald Sachsenberg zum Dekan der Mechanischen Abteilung ernannt. 
Nach der Machtergreifung der Nationalsozialisten 1933 geriet der Freimaurer Sachsenberg schon bald in Konflikt mit den Machthabern. Doch unterzeichnete er im November 1933 das Bekenntnis der Professoren an den deutschen Universitäten und Hochschulen zu Adolf Hitler. Er wurde nach einer Beurlaubung 1939 im folgenden Jahr abberufen. Ewald Sachsenberg starb nach einer schweren Krankheit 1946 in Berlin.
Im Jahr 1996 gab die Technische Universität Dresden dem alten Kutzbach-Bau den Namen Ewald Sachsenbergs.

## Werke
- Über den Widerstand von Schleppzügen. Berlin 1907 (Berlin, Technische Hochschule, Dissertation, 1907).
- Grundlagen der Fabrikorganisation. Springer, Berlin 1917.
- Mechanische Technologie der Metalle in Frage und Antwort. Springer, Berlin 1924.
- Wirtschaftliches Verpacken. Handbuch für den täglichen Gebrauch in Handel und Industrie. VDI-Verlag, Berlin 1926.